# امامزاده بی بی زهرا(مسجدسلیمان)
امامزاده بی بی زهرا این مکان مذهبی در محله ی شیخ مندنی مسجدسلیمان واقع‌شده است. بر اساس شجره نامه موجود امامزاده بی بی زهرا خواهر بزرگوار علی بن موسی الرضا و از نوادگان جعفر صادق بوده است آرامگاه ایشان تزئینات خاصی نداشته و کوچک می‌باشد. از مهم‌ترین مصالح به‌کاررفته در ساخت این آرامگاه، می‌توان به سیمان و آجر اشاره کرد.